# Българско гробище (Вардарска махала)
Българското гробище във Вардарската махала на Солун, известно и като български гробища при „Св. Петка“ в Кукушката махала, е създадено през XIX век. Официалното разрешение за създаването му в този район е дадено от турските власти в 1886 година. Мястото, на което е било разположено, днес вероятно е парцелът около църквата „Свети Атанасий“, в близост до военното гробище.
Смята се, че според турското разрешително гробището е трябвало да бъде до византийския храм „Св. Пантелеймон“ на улица „Филипуполис“ № 20. Противодействието на гърците от квартала е силно; в 1889 година гръцките свещеници преустановяват погребването на българи екзархисти в съществуващото гръцко гробище и го ограждат. Тъй като от създаването на българско гробище много зависи дали солунските българи ще се гърчеят или ще се отстояват като българи, Солунската българската община се отнася много сериозно към проблема и прави постъпки пред турските власти, но те протакат решаването му.
Българската община закупува парцел за самостоятелно гробище във Вардарската махала със „светогорски помощи“. Площта на мястото е 6750 аршина (4,6 декара). През май 1890 година всички разноски в размер на 24 662 златни гроша са платени. Гробището е оградено, направен е и кладенец. Издадена е тапия – документ за собственост на името на Насте Стоянов, който с особено прошение пред валийското управление заявява, че ги подарява на тукашното българско общество за гробища.
През годините конфликтите между българи и гърци за гробищата продължават. В 1891 година, по време на напрегнатите отношения между валията Мустафа Зихни паша и председателя на българската община архимандрит Авксентий, гробищата са спасени за българската общност с намесата на английския консул Джон Блънт.
През 1914 година двете български гробища в Солун – във Вардарската махала и Централното българско гробище – са унищожени: част от гробовете са изровени, костите от тях са изхвърлени и на тяхно място са погребани гърци. Правителството на Васил Радославов прави постъпки за връщането им, но безрезултатно.
През годините след създаването си Вардарските гробищата са увеличили територията си. Според опис от 1926 г. те са с площ от 15 декара (с прилежаща нива от 5 декара на името на Атанас Ангелов) и са оценени на 4500 английски лири.